# Vjačeslav Platonov
Vjačeslav Alekseevič Platonov (in russo Вячеслав Алексеевич Платонов?; Puškin, 21 gennaio 1939 – San Pietroburgo, 26 dicembre 2005) è stato un allenatore di pallavolo e pallavolista sovietico, dal 1991 russo.

## Carriera
La carriera da giocatore di Vjačeslav Platonov si svolge interamente a Leningrado, con un solo risultato di prestigio, ossia la vittoria dei giochi popolari del 1959 con una selezione cittadina. Nel campionato del 1965 viene tesserato al Volejbol'nyj klub Avtomobilist, club di cui diventa allenatore due anni dopo. Mantiene l'incarico fino al termine dell'annata 1971, quando viene incaricato dalla federazione sovietica di guidare la nazionale juniores: sotto la sua guida la squadra ottiene tre ori europei consecutivi dal 1971 al 1975. Terminata questa esperienza si trasferisce in Kuwait per due anni ingaggiato dall'Al-Qadisiya Sports Club, mentre nel 1977 torna in patria per guidare sia il Volejbol'nyj klub Avtomobilist che la nazionale maggiore sovietica.
Negli otto anni alla guida della rappresentativa del suo paese conquista l'oro ai Giochi olimpici di Mosca 1980, due mondiali consecutivi, in Italia nel 1978 e in Argentina nel 1982, oltre a cinque campionati europei e tre edizioni della Coppa del Mondo; a livello di club con il Volejbol'nyj klub Avtomobilist vince invece due coppe nazionali, due Coppe delle Coppe, all'epoca seconda competizione europea per importanza, oltre a due Coppe CEV, che prima della riorganizzazione dei tornei continentali per club rappresentava il terzo trofeo per importanza.
Alla fine di questo periodo di successi passa al Raision Loimu, club finlandese che conduce alla vittoria del campionato nella stagione 1989-90, prima di tornare alla guida della nazionale nel triennio che va dal 1990 al 1992, che segna anche il passaggio dall'Unione Sovietica alla Russia: in questo lasso di tempo aggiunge al suo palmarès il bronzo al campionato mondiale 1990, il titolo di campione d'Europa nel 1991 e una Coppa del Mondo.
Successivamente fa ritorno in Finlandia, dove torna ad allenare il Raision Loimu a partire dalla stagione 1992-93, e contemporaneamente assume l'incarico di commissario tecnico della nazionale; nell'annata 1995-96 torna al club dei suoi esordi come allenatore, il Volejbol'nyj klub Avtomobilist, che allenerà senza risultati degni di nota fino al 2005, anno della sua morte, mentre dal 1996 al 1997 guida ancora una volta la nazionale russa, vincendo due medaglie di bronzo in World League. Muore a San Pietroburgo dopo lunga malattia.

## Palmarès

### Giocatore
- Campionato sovietico: 1

1959

### Allenatore
- Campionato finlandese: 1

1989-90
- Coppa dell'Unione Sovietica: 2

1983, 1989
- Coppa delle Coppe: 2

1981-82, 1982-83
- Coppa CEV: 2

1987-88, 1988-89

### Nazionale (competizioni minori)

#### Allenatore
- Campionato europeo juniores 1971
- Campionato europeo juniores 1973
- Campionato europeo juniores 1975
- Giochi dell'Amicizia 1984

### Premi individuali
- 1962 - Campionato sovietico: Incluso tra i 24 migliori pallavolisti dell'URSS
- 1963 - Spartachiadi dei Popoli dell'Unione Sovietica: Incluso tra i 24 migliori pallavolisti dell'URSS
- 1964 - Campionato sovietico: Incluso tra i 24 migliori pallavolisti dell'URSS
- 1967 - Spartachiadi dei Popoli dell'Unione Sovietica: Incluso tra i 24 migliori pallavolisti dell'URSS
- 1981 - FIVB: Miglior allenatore del mondo
- 1986 - CEV: Miglior allenatore d'Europa
- 1990 - CEV: Miglior allenatore d'Europa
- 1991 - FIVB: Miglior allenatore del mondo
- 2000 - FIVB: Special 20th Century Award
- 2002 - Inserimento nella Volleyball Hall of Fame come allenatore